# Phymatostetha punctata
Phymatostetha punctata är en insektsart som beskrevs av Metcalf och James Heathman Horton 1934. Phymatostetha punctata ingår i släktet Phymatostetha och familjen spottstritar. Inga underarter finns listade i Catalogue of Life.